# Samaniego (Kolumbien)
Samaniego ist eine Gemeinde (municipio) im Departamento Nariño in Kolumbien. In Samaniego befindet sich ein Nebensitz der Universidad de Nariño.

## Geographie
Samaniego liegt in der Provinz Túquerres in Nariño auf einer Höhe von 1750 m ü. NN, 117 km von Pasto entfernt. Das Gebiet der Gemeinde ist größtenteils gebirgig, umfasst aber auch einige flachere Abschnitte. Die Gemeinde grenzt im Norden an La Llanada, im Süden an Santacruz und Providencia, im Osten an Linares und Ancuyá und im Westen an Barbacoas und Ricaurte.

## Bevölkerung
Die Gemeinde Samaniego hat 49.178 Einwohner, von denen 18.499 im städtischen Teil (cabecera municipal) der Gemeinde leben (Stand: 2019).

## Geschichte
Auf dem Gebiet des heutigen Samaniego lebten vor der Ankunft der Spanier die indigenen Völker der Pastos, Sindaguas und Abades. Die Aktivitäten der ersten Spanier in der Region beschränkten sich auf das Bekriegen sowie dann auf das Ausbeuten der Indigenen mit dem Encomienda-System. Samaniego selbst wurde erst 1837 gegründet und 1848 zur Gemeinde erklärt.

## Wirtschaft
Der wichtigste Wirtschaftszweig von Samaniego ist die Landwirtschaft. Insbesondere werden Zuckerrohr und Kaffee angebaut.

## Söhne und Töchter der Stadt
- Edgar Bastidas Urresty (* 1944), kolumbianischer Schriftsteller